# 남원 장포리 어필각
남원 장포리 어필각(長浦里御筆閣)은 대한민국 전북특별자치도 남원시 송동면에 있는 건축물이다. 1986년 9월 8일 전북특별자치도의 문화재자료 제127호로 지정되었다.

## 개요
조선 헌종(재위 1834-1849)이 진주 하씨 집안 대대로 충효가 지극한 것을 칭찬하고자, 학행과 효성이 지극한 하준호에게 ‘운초재’라는 호를 짓고 목판에 새겨 내려주면서 세운 건물이다. 어필각은 임금이 직접 글씨를 써서 내려준 건물이라는 뜻이다.
왕의 글씨가 담긴 목판뿐만 아니라, 당시 영의정이었던 전병국이 쓴 『운초재』서문과 신응조가 쓴 『어필각명병기』를 목판에 새겨 함께 보존하고 있다.

## 현지 안내문
이 건물은 조선 고종 22년(1885년)에 하문팔·하준호 부자의 효성을 기리어 세운 것이다. 하문팔은 손가락을 잘라 수혈함으로써 위급하신 어머니를 소생시키는 등 지극한 효행을 보여, 나라에서 그를 표창하였다. 그의 아들 준호 역시 효성과 학덕이 높아, 임금이 그의 별명을 〈운초제(雲蕉齊)〉라고 짓고 친히 글씨를 써서 이를 목판에 조각하도록 하여 내려 주었다. 이 목판을 건물에 걸었기에 〈어필각〉으로 불리며, 건물 안에는 전병국과 신응조의 글이 함께 걸려 있다.

## 참고 자료
- 장포리어필각 - 국가유산청 국가유산포털